# 114096 Haroldbier
114096 Haroldbier è un asteroide della fascia principale. Scoperto nel 2002, presenta un'orbita caratterizzata da un semiasse maggiore pari a 2,2075889 UA e da un'eccentricità di 0,1662439, inclinata di 4,19740° rispetto all'eclittica.